# 瑟爾恰瓦鄉

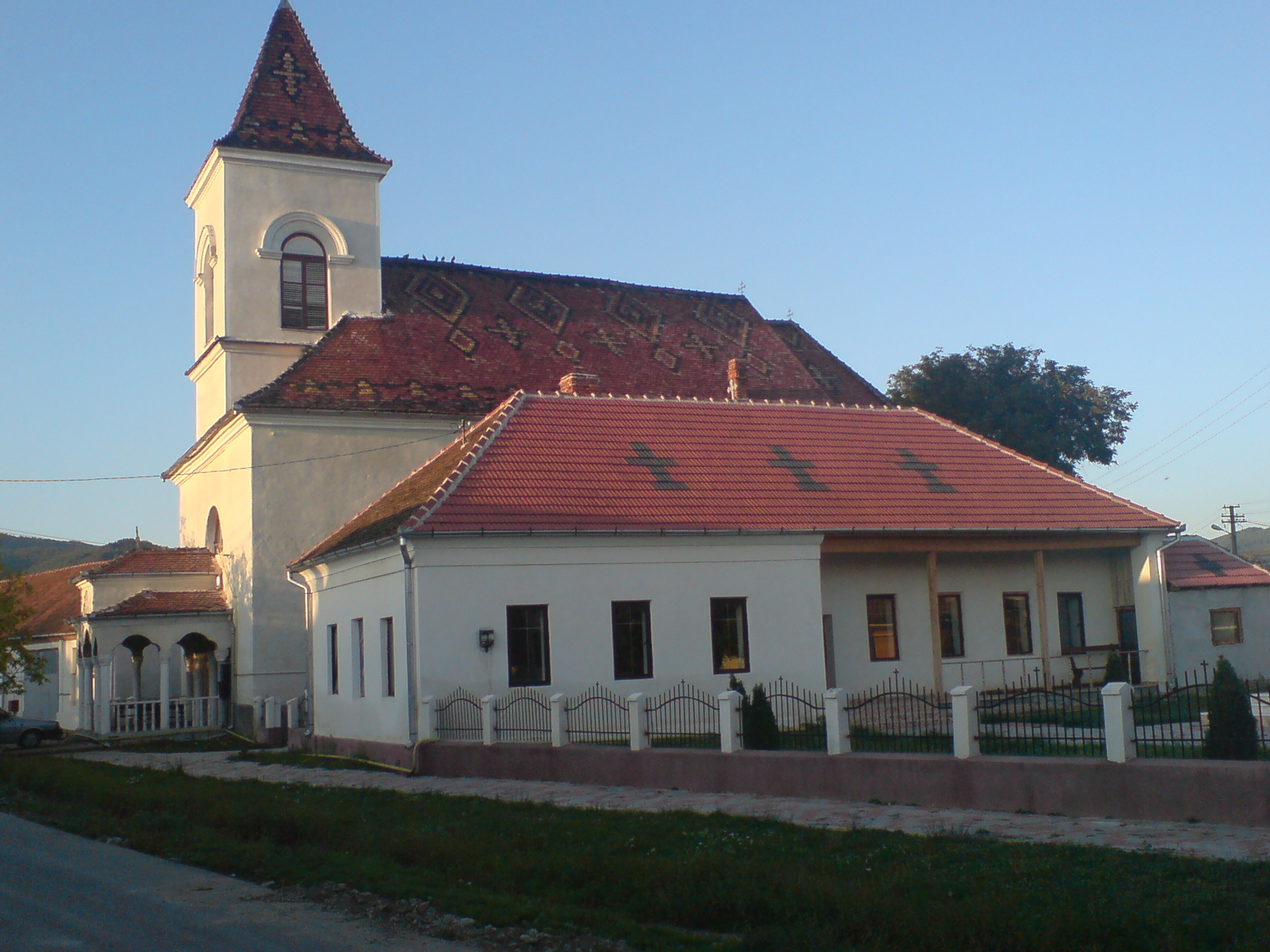
希博特鄉

46°24′N 23°25′E / 46.400°N 23.417°E
瑟爾恰瓦鄉（羅馬尼亞語：Comuna Sălciua, Alba），是羅馬尼亞的鄉份，位於該國中部，由阿爾巴縣負責管轄，面積75平方公里，海拔高度528米，2011年人口1,428，人口密度每平方公里22人。